# Candelária (Madalena)
Candelária é uma freguesia portuguesa do município da Madalena,  com 31,72 km² de área e 829 habitantes (censo de 2021). A sua densidade populacional é 26,1 hab./km².
Dista 8,5 km da sede de concelho.

## Descrição
A freguesia da Candelária apresenta-se como uma pitoresca povoação, cuja fundação recua ao século XVII, mais precisamente ao ano de 1632. A norte confina com a freguesia da Criação Velha e a sul com a freguesia de São Mateus, abrangendo uma área aproximadamente de 31,72 km2.
Esta localidade tem como santo padroeiro Nossa Senhora das Candeias, cuja imagem se encontra na Igreja de Nossa Senhora das Candeias, templo cuja construção recua ao século XVIII, mais precisamente ao 1803.
Nesta freguesia é de mencionar alguma das figuras que ao longo dos tempos contribuíram para a história da localidade, da ilha do Pico ou mesmo de Portugal, assim refere-se o cardeal D. José da Costa Nunes (Candelária do Pico, Açores, 15 de março de 1880 — Roma, 29 de novembro de 1976), que foi o 1º xardeal natural dos Açores e patrono da Escola Secundária da Madalena.
D. José da Costa Nunes deixou como legado o seu património a esta freguesia da Candelária com o destino de ser criado um Jardim de infância pelas Congregação das Irmãs Franciscanas Hospitaleiras da Imaculada Conceição.
Igualmente de referência é o bispo D. Jaime Garcia Goulart (Candelária do Pico, 10 de janeiro de 1908 — Ponta Delgada, 15 de abril de 1997) que se destacou no campo da acção missionária no Oriente.
Do património histórico desta localidade é de mencionar a Igreja Paroquial dedicada a de Nossa Senhora das Candeias, a casa de São José que foi a residência do Cardeal Costa Nunes, a Ermida de Nossa Senhora de Fátima localizada no Campo Raso, o Solar dos Arriagas na localidade do Guindaste, a Ermida de São Nuno na localidade da Mirateca, a Ermida de Santo António do Monte na localidade do Monte, além do Impérios do Espírito Santo.
No campo cultura na Candelária é de destacar Grupo Folclórico da Candelária, que é o mais antigo dos Açores, um agrupamento dos escuteiros, um clube de futebol, o Candelária Sport Clube e uma Casa do Povo que se destina a uso comunitário que entre vários usos sociais a dinamização de pessoas da terceira idade.
Um pouco por toda a orla costeira da freguesia, mas principalmente a partir do lugar do Monte encontra-se uma costa recortada por altas falésias.
Os campos de cultivo e pastagens são verdejantes e fecundos. No campo da vitivinicultura encontram-se típicas adegas, desde há muito dedicadas ao cultivo do Verdelho, que se estendem desde a zona de veraneio do Pocinho, ao Porto do Calhau, à Ponta da Madre Silva também conhecida como Ponta da Má Descida e à Ponta do Espartel.
Em abril de 1980, começou a erguer-se na localidade do Campo Raso, nome que se deve ao facto de ter terras muito férteis onde os campos cultivados tinham grande abundância, ou seja, eram “rasos”, a Ermida de Nossa Senhora Mãe da Igreja.
Este acontecimento tive início numa reunião em que participou grande parte da população, bem como o então padre da localidade, Filipe Madruga. Já com uma imagem na posse dos presentes, esta foi benzida no dia 12 de Julho de 1980, pelo já referido padre Filipe.
Nesse acontecimento, um filho da professora D. Clotilde Cândida Pereira cedeu alguns terrenos para a construção da Ermida referida.
Em 11 de julho de 1982 aconteceu a inauguração oficial da ermida, que se localiza no centro do Campo Raso, passando a ser o ponto mais importante do local.
O nome da rua “Mãe da Igreja” foi atribuído quando a ermida realizou o seu 25.º aniversário.

## Demografia
A população registada nos censos foi:
| Distribuição da População por Grupos Etários | Distribuição da População por Grupos Etários | Distribuição da População por Grupos Etários | Distribuição da População por Grupos Etários | Distribuição da População por Grupos Etários |
| -------------------------------------------- | -------------------------------------------- | -------------------------------------------- | -------------------------------------------- | -------------------------------------------- |
| Ano                                          | 0-14 Anos                                    | 15-24 Anos                                   | 25-64 Anos                                   | > 65 Anos                                    |
| 2001                                         | 106                                          | 140                                          | 445                                          | 201                                          |
| 2011                                         | 116                                          | 82                                           | 452                                          | 172                                          |
| 2021                                         | 115                                          | 79                                           | 436                                          | 199                                          |

## Personalidades
- Dom José da Costa Nunes, (Candelária do Pico, Açores, 15 de março de 1880 — Roma, 29 de novembro de 1976) foi um bispo católico que exerceu as funções de Bispo de Macau (1920-1940) e Arcebispo de Goa e Damão (1940-1953). Foram-lhe concedidos os títulos honoríficos de Primaz do Oriente e de Patriarca das Índias Orientais (1940), sendo elevado a cardeal em 1962. Foi também professor, músico e escritor.

## Localidades
- Biscoitos
- Campo Raso
- Candelária (Madalena)
- Canada das Adegas
- Canada Negra
- Canto
- Eira
- Fogos
- Guindaste
- Mirateca
- Monte
- Pedras
- Pocinho
- Ponta da Madre Silva
- Ponta do Espartel
- Porto de Ana Clara
- Porto do Calhau
- São Nuno
- Rua de Nossa Senhora Mãe da Igreja

## Património construído
- Igreja de Nossa Senhora das Candeias
- Casa de São José
- Ermida de Nossa Senhora de Fátima
- Ermida de Nossa Senhora Mãe da Igreja
- Ermida de São Nuno
- Ermida de Santo António do Monte
- Império do Divino Espírito Santo da Candelária
- Solar dos Arriagas

## Património natural
- Cabeço do Tamusgo
- Cabeço António da Costa
- Cabeço das Hortelãs